# Aleksandr Maksimenko (cầu thủ bóng đá, sinh 1998)
Bản mẫu:Eastern Slavic name
Aleksandr Vladimirovich Maksimenko (tiếng Nga: Александр Владимирович Максименко; sinh ngày 19 tháng 3 năm 1998) là một cầu thủ bóng đá người Nga thi đấu cho F.K. Spartak-2 Moskva.

## Sự nghiệp câu lạc bộ
Anh có màn ra mắt tại Giải bóng đá Quốc gia Nga cho F.K. Spartak-2 Moskva vào ngày 13 tháng 8 năm 2016 trong trận đấu với FC Tyumen. Anh có màn ra mắt cho đội một của Spartak vào ngày 25 tháng 10 năm 2017 trong trận đấu tại Cúp quốc gia Nga trước P.F.K. Spartak Nalchik.

## Quốc tế
Anh thi đấu ở Giải vô địch bóng đá U-17 châu Âu 2015 và Giải vô địch bóng đá U-17 thế giới 2015 cho Đội tuyển bóng đá U-17 quốc gia Nga.

## Thống kê sự nghiệp
Tính đến 13 tháng 5 năm 2018
| Câu lạc bộ            | Mùa giải            | Giải vô địch                | Giải vô địch | Giải vô địch | Cúp     | Cúp       | Châu lục | Châu lục  | Tổng cộng | Tổng cộng |
| Câu lạc bộ            | Mùa giải            | Hạng đấu                    | Số trận      | Bàn thắng    | Số trận | Bàn thắng | Số trận  | Bàn thắng | Số trận   | Bàn thắng |
| --------------------- | ------------------- | --------------------------- | ------------ | ------------ | ------- | --------- | -------- | --------- | --------- | --------- |
| F.K. Spartak Moskva   | 2014–15             | Giải bóng đá ngoại hạng Nga | 0            | 0            | 0       | 0         | –        | –         | 0         | 0         |
| F.K. Spartak Moskva   | 2015–16             | Giải bóng đá ngoại hạng Nga | 0            | 0            | 0       | 0         | –        | –         | 0         | 0         |
| F.K. Spartak Moskva   | 2016–17             | Giải bóng đá ngoại hạng Nga | 0            | 0            | 0       | 0         | 0        | 0         | 0         | 0         |
| F.K. Spartak Moskva   | 2017–18             | Giải bóng đá ngoại hạng Nga | 0            | 0            | 1       | 0         | 0        | 0         | 1         | 0         |
| F.K. Spartak Moskva   | Tổng cộng           | Tổng cộng                   | 0            | 0            | 1       | 0         | 0        | 0         | 1         | 0         |
| F.K. Spartak-2 Moskva | 2015–16             | FNL                         | 0            | 0            | –       | –         | –        | –         | 0         | 0         |
| F.K. Spartak-2 Moskva | 2016–17             | FNL                         | 4            | 0            | –       | –         | –        | –         | 4         | 0         |
| F.K. Spartak-2 Moskva | 2017–18             | FNL                         | 20           | 0            | –       | –         | –        | –         | 20        | 0         |
| F.K. Spartak-2 Moskva | Tổng cộng           | Tổng cộng                   | 24           | 0            | 0       | 0         | 0        | 0         | 24        | 0         |
| Tổng cộng sự nghiệp   | Tổng cộng sự nghiệp | Tổng cộng sự nghiệp         | 24           | 0            | 1       | 0         | 0        | 0         | 25        | 0         |